# 楊寶琳
楊寶琳（1911年6月29日—1993年7月2日）。山東省菏澤縣人。民國37年（1948年）在山東省婦女選區當選第一屆立法委員

## 生平[1][2][3][4][5][6][7]
- 懿德小學、省立師範學校、縣黨部宣傳部長
- 北平中國大學畢業
- 山東省婦女運動委員會主任委員
- 山東省婦女會理事長
- 山東省各界慰勞總會主任委員
- 山東省烈士遺族中學創辦人、校長
- 山東省人民自衛總隊婦女隊總隊長
- 國民消費協會理事長
- 臺北市山東同鄉會理事長
- 全球董楊宗親總會理事長
- 中國國民黨中央執行委員
- 立法院立法委員
- 中國國民黨中央黨務顧問